# زمین‌شناسی ساختاری (کتاب)
زمین‌شناسی ساختاری کتابی از حسین معماریان است که در سال ۱۳۸۷ منتشر و در مراسم کتاب سال جمهوری اسلامی ایران به‌عنوان کتاب برگزیده معرفی شد.